# Microregione di Santos
Santos è una microregione dello Stato di San Paolo in Brasile, appartenente alla mesoregione Metropolitana de São Paulo.

## Comuni
Comprende 6 comuni:
- Bertioga
- Cubatão
- Guarujá
- Praia Grande
- Santos
- São Vicente